# Colmont
Colmont – rzeka we Francji, przepływająca przez tereny departamentów Manche, Mayenne i Orne, o długości 50,4 km. Stanowi dopływ rzeki Mayenne.